# Aligia rotunda
Aligia rotunda är en insektsart som beskrevs av Hepner 1939. Aligia rotunda ingår i släktet Aligia och familjen dvärgstritar. Inga underarter finns listade i Catalogue of Life.